# Wilt Chamberlain
Wilton Norman «Wilt» Chamberlain (Filadelfia, Pensilvania, 21 de agosto de 1936-Los Ángeles, California, 12 de octubre de 1999) fue un baloncestista estadounidense que disputó 14 temporadas en la NBA. Con 2,16 m de altura, jugaba en la posición de pívot. Durante sus años en activo, militó en Philadelphia/San Francisco Warriors, Philadelphia 76ers y Los Angeles Lakers.
Conocido como Wilt the stilt (apodo que odiaba) o The Big Dipper, es considerado por algunos especialistas como el jugador de baloncesto más dominante de todos los tiempos. Fue nombrado jugador más valioso de la NBA en cuatro ocasiones, integró el mejor quinteto de la NBA en siete temporadas y el segundo quinteto en tres, y figuró en la lista de los 50 mejores jugadores de la historia de la NBA. Sus hazañas impulsaron a las autoridades a cambiar algunas reglas de juego.
Chamberlain es el jugador que posee más récords históricos de la NBA, con más de 70, muchos de ellos seguidos por registros de él mismo. Es el único en haber anotado 100 puntos en un solo partido de la NBA y en haber promediado 40 o 50 puntos en una temporada. Asimismo, ganó 7 veces el título de máximo anotador de la NBA, 11 títulos de máximo reboteador, 9 de porcentaje de tiros de campo e incluso lideró en asistencias una temporada, siendo el único no base en conseguirlo. Chamberlain es el único en la historia de la competición en promediar al menos 30 puntos y 20 rebotes por partido en una temporada, un logro que alcanzó en siete temporadas consecutivas. También es el único jugador en promediar al menos 30 puntos y 20 rebotes por partido durante toda su carrera en la NBA.

## Trayectoria deportiva

### Sus inicios

#### Infancia
Nació en el seno de una familia con nueve hijos. En sus primeros años en el colegio destacó como un completo competidor en atletismo, con estadísticas de un buen decatleta. Llegó a saltar 1,98 en salto de altura, a correr las 440 yardas en 49,0 s, las 880 yardas en 1 min 58 s, lanzar el peso a 16,27 m y a saltar en salto de longitud 6,70 m. Descubrió el baloncesto en séptimo grado, descubriendo enseguida que era un deporte ideal para él. Ya medía 2,11 m cuando entró en el Instituto Overbrook de Filadelfia. Allí se mostró como uno de los jugadores más dominantes en high school de todos los tiempos.

#### Instituto
Chamberlain suscitó la atención de todo el país jugando en el Instituto Overbrook en Filadelfia Oeste (1951-1955), liderando a su escuela a los Campeonatos Ciudadanos en 1954 y 1955. Anotó 90 puntos, incluidos 60 en un periodo de 10 min, contra el equipo del Instituto Roxborough. En su año sénior anotó 800 puntos en los primeros 16 partidos y fue nombrado All-American. Consiguió un total de 2252 puntos en su carrera en el instituto, promediando 37,4 puntos por partido. Más de 200 universidades se interesaron por sus servicios.

#### Primer equipo semiprofesional en Pensilvania
Según un estudio, con 16 años Wilt Chamberlain se hizo pasar por una identidad falsa llamada George Marcus, apodado el ¨Giant Negro¨ para jugar la temporada 1953-54 en un equipo profesional en el estado de Pensilvania, los Quakertown Fays. Al tener una identidad falsa, no perdió sus opciones para entrar en la universidad y su elegibilidad en la NBA. En su primer año en el equipo llevó a su equipo a un récord de 36 victorias en 37 partidos. En la temporada 1954-55 Wilt siguió jugando promediando 53,9 puntos en temporada regular y 74 puntos en temporada de playoffs.

#### Universidad de Kansas
Posteriormente jugaría dos años en la Universidad de Kansas (por entonces los freshmen, estudiantes de primer año, no podían jugar al baloncesto en la NCAA), donde fue nombrado All-American en dos ocasiones y lideró a los Jayhawks hasta la final del campeonato de 1957, perdiéndola ante Carolina del Norte por 81-80 tras tres prórrogas. A pesar de ello, fue nombrado jugador más destacado de la Final Four.
Tras un año frustrante, en el que Kansas no logró clasificarse para el torneo NCAA (por entonces, los equipos que habían perdido el campeonato de liga no eran invitados), Chamberlain decidió convertirse en jugador profesional. Fue contratado por Philadelphia Warriors, quienes le habían escogido en 1955 como una elección territorial (en un draft que ese año la NBA creó en el que se permitía a un equipo reclamar a un jugador de una universidad local). Los reglamentos prohibían entonces entrar en la NBA antes de cumplir los cuatro años universitarios, por lo que Wilt no pudo entrar en la liga hasta 1959.

#### Harlem Globetrotters
En este intervalo, Chamberlain jugó una temporada con los Harlem Globetrotters. Abe Saperstein, entrenador de los Trotters, tenía el dilema de poseer dos grandes pívots: Meadowlark Lemon, conocido como "Clown Prince", y el propio Chamberlain. Saperstein aprovechó a Wilt como base, posición en la que pudo mostrar su capacidad de tiro, de pase y sus habilidades entrando a canasta. Chamberlain fue, posiblemente, el jugador más alto que se haya visto en una cancha jugando en la posición de base. Su camiseta con el número 13 fue retirada como homenaje. Tras esa temporada, fue seleccionado en la tercera posición del Draft de la NBA por Philadelphia Warriors, aunque fue en realidad una elección territorial.

### Carrera en la NBA

#### Philadelphia Warriors
En su primera temporada con los Warriors (1960), Chamberlain fue el máximo anotador de la liga, promediando 37,6 puntos por partido, y máximo reboteador, con 27. Fue nombrado MVP del All-Star tras anotar 25 puntos y coger 27 rebotes durante la victoria del Este sobre el Oeste. También se convirtió en el primer jugador (posteriormente lo haría también Wes Unseld en 1969) en ser nombrado MVP y Rookie del Año en la misma temporada. Con Wilt de pívot, los Warriors pasaron en un año de ser los peores de su división a poseer el segundo mejor récord de la NBA. Sin embargo, fueron eliminados en las Finales de Conferencia por Boston Celtics, algo que se repetiría muchas veces en su carrera.
Desde que los Celtics fueron colocados en la misma división del Este que los Warriors, Chamberlain y sus compañeros no pudieron alcanzar las Finales de la NBA ya que siempre caían derrotados por los "verdes". Aquellos fueron los míticos Celtics que lograron 11 anillos en 13 temporadas liderados por Bill Russell.
Sin embargo, Chamberlain se estableció como uno de los mejores jugadores de todos los tiempos. En sus primeros cinco años en la liga, sus promedios fueron 37.6 puntos por partido y 27 rebotes (1960), 38,4 ppp y 27,2 rpp (1961), 50,4 ppp y 25,7 rpp (1962), 44,8 ppp y 24,3 rpp (1963), 36,9 ppp y 22,3 rpp (1964) y 38,9 ppp y 23,5 rpp (1965). El jugador que más se ha acercado a esos promedios de anotación ha sido Elgin Baylor, promediando 38,3 puntos por partido en la temporada 1961-62. La siguiente mejor actuación reboteadora fue de Bill Russell, con 24,7. Entre 1959 y 1962 obtiene al menos 20 puntos y 20 rebotes en un total de 263 partidos.
En 1963 los Warriors se mudaron a San Francisco, y en 1964 Chamberlain y sus San Francisco Warriors perdieron con Boston Celtics en las Finales de la NBA. Tras esa temporada, Wilt fue traspasado a Philadelphia 76ers.

#### Philadelphia 76ers

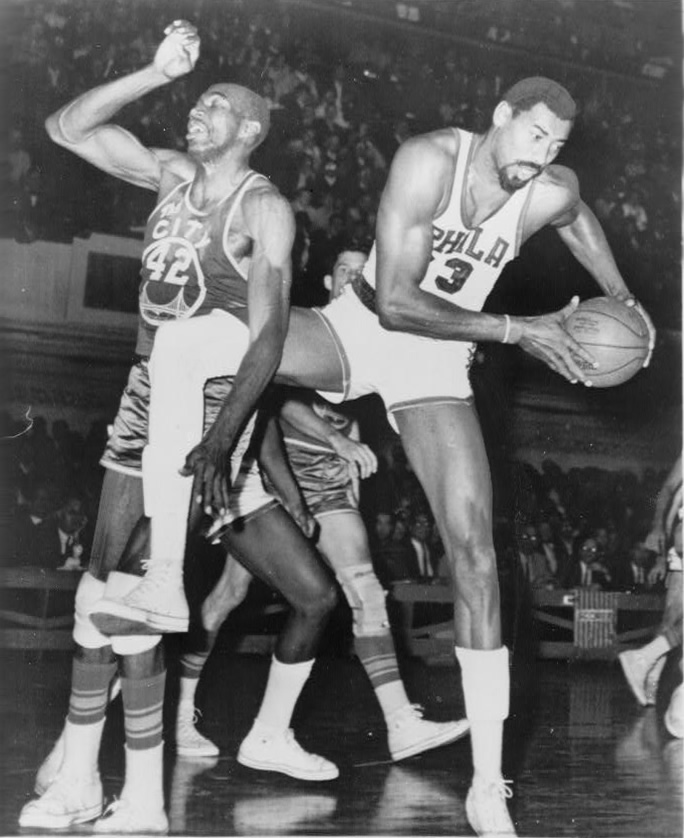
Chamberlain lucha por un rebote con Nate Thurmond.

De vuelta a la Conferencia Este, la dinastía de los Celtics frustró de nuevo a Chamberlain en su camino hacia las Finales. La final de conferencia de ese año llegó al séptimo y definitivo partido muy igualada, siendo finalmente ganada por los Celtics en un final legendario, cuando Hal Greer intentó pasar el balón a un compañero y John Havlicek la robó para dar la victoria a Boston.

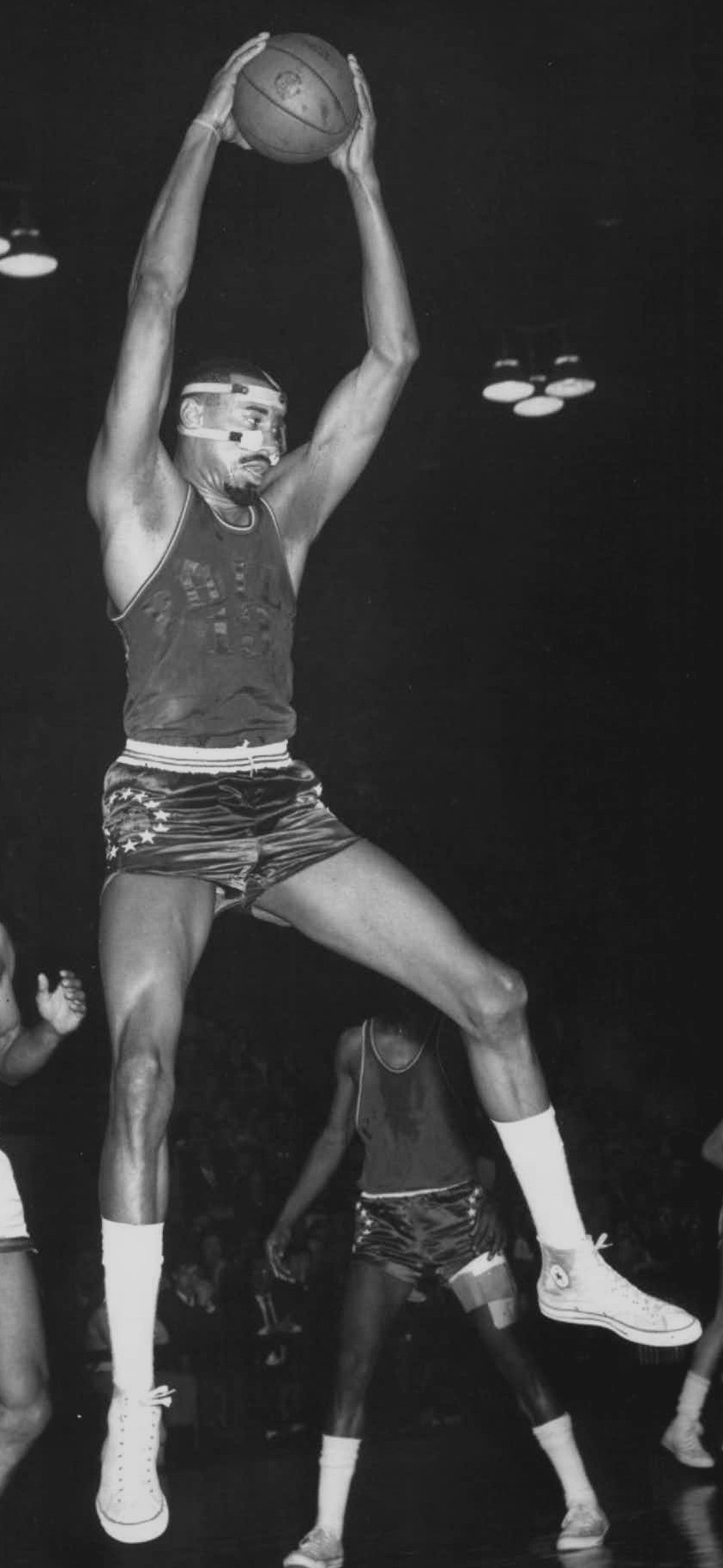
Chamberlain captura un rebote en un partido con los Sixers.

Chamberlain fue la pieza central de los 76ers de 1967 que incluían a los por entonces futuros miembros del Hall of Fame Greer y Billy Cunningham, además de otros jugadores fundamentales como Chet Walker y Luke Jackson. En los primeros 50 partidos de la liga el equipo llevaba un balance de 46-4, yendo en progresión por entonces de conseguir 68 triunfos. En playoffs por fin vencieron a los Celtics, cortándoles así su racha de ocho anillos consecutivos, antes de conseguir el título de la NBA ante San Francisco Warriors en seis partidos. En esa serie, Wilt promedió unos relativamente modestos 17,7 puntos por partidos, aunque también unos increíbles 28,7 rebotes por encuentro. De hecho, su peor partido en la faceta reboteadora fue el sexto, con 23. Esta hazaña es más asombrosa teniendo en cuenta que el pívot rival era el imponente Nate Thurmond, que promedió 26,7 rebotes en esa serie. Chamberlain y Thurmond se convirtieron en los 5.º y 6.º jugadores (y últimos hasta la fecha) en capturar más de 20 rebotes en cada uno de los partidos de las Finales de la NBA. En 1980, esos Philadelphia 76ers fueron votados como el mejor equipo de los primeros 35 años de competición. El propio Wilt dijo que ese fue el mejor equipo de la historia. Chamberlain recibió su tercer MVP esa temporada.
En 1967-68, Chamberlain fue nombrado MVP por cuarta y última vez, mientras se convertía en el primer pívot en liderar la liga en asistencias de la historia, con 702 y 8,6 de promedio. Por tercer año consecutivo, los 76ers tuvieron el mejor registro de la liga, pero los Celtics les eliminaron en siete partidos en las Finales de Conferencia Este.

#### Los Angeles Lakers

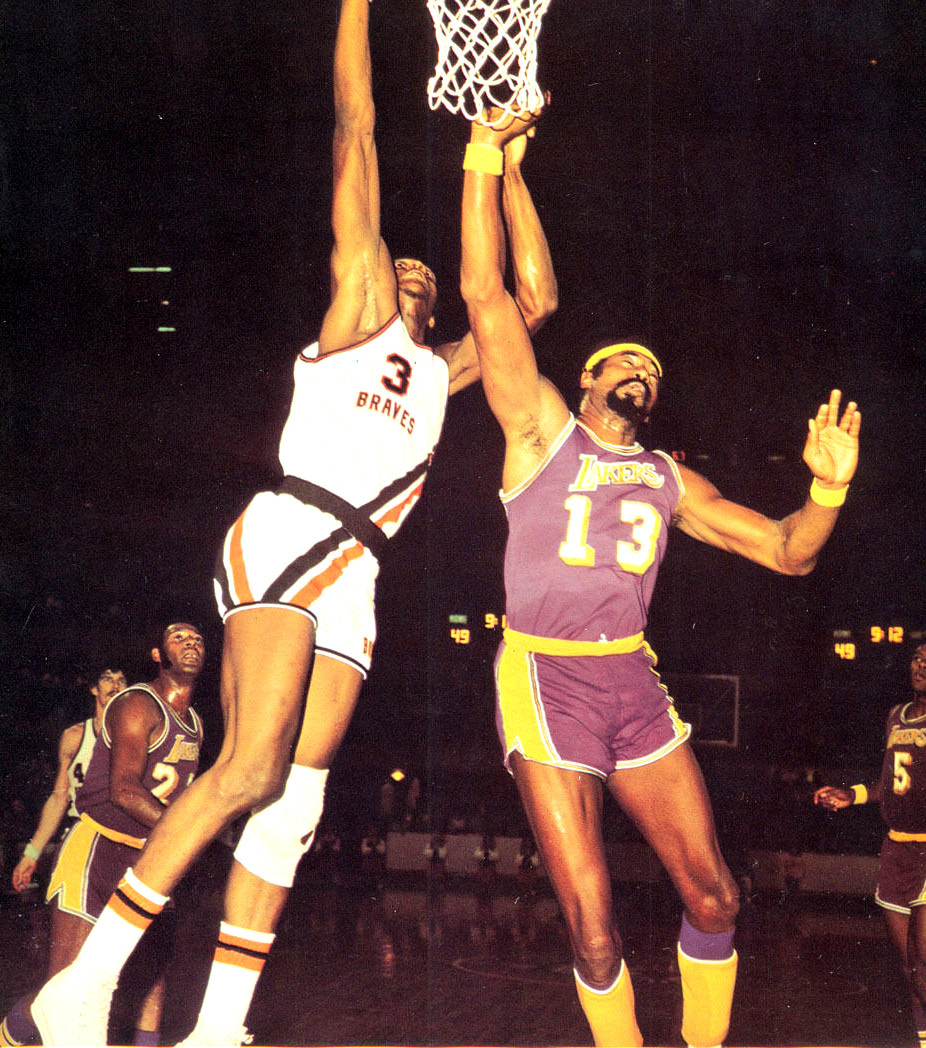
Chamberlain (dcha.), peleando un rebote con Elmore Smith.

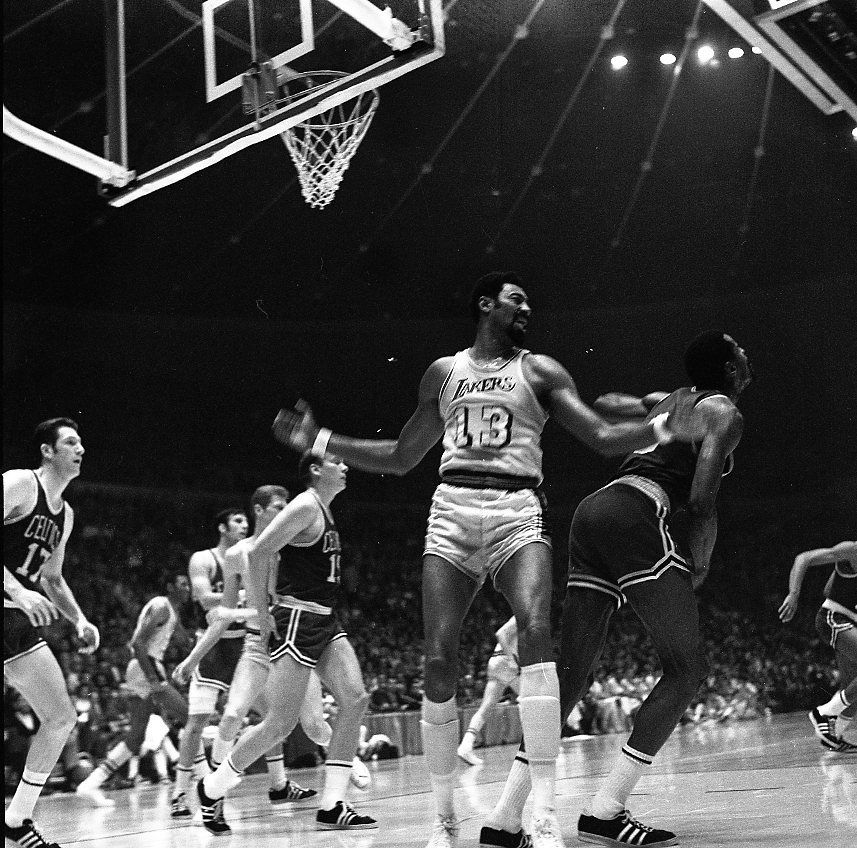
Chamberlain (13) jugando las finales de NBA 1969 vs. Boston Celtics.

Al año siguiente, Wilt Chamberlain fue traspasado a Los Angeles Lakers, donde compartió vestuario con Elgin Baylor y Jerry West, futuros miembros del Hall of Fame, creando una de las más prolíficas máquinas anotadoras de baloncesto de todos los tiempos.
Baylor y Chamberlain, sin embargo, jugaron solo unos pocos partidos como compañeros de equipo debido a la retirada de uno por problemas familiares y de equipo, y a la lesión de rodilla del otro. Esta lesión limitó el número de partidos que jugó ante el joven pívot de Milwaukee Bucks Kareem Abdul-Jabbar, por entonces conocido como Lew Alcindor. El pívot de los Lakers fue el único jugador capaz de taponar uno de sus míticos sky-hook (ganchos). Esa temporada los Lakers perdieron en la final ante unos viejos pero batalladores Celtics.
En 1970, la adquisición de Gail Goodrich reforzó el juego ofensivo de los Lakers tras la pérdida de Baylor. En las Finales, perdieron ante New York Knicks, uno de los mejores equipos defensivos de la era post-Russell-Celtics. Ambos equipos disputaron una difícil y competitiva serie, pero en el quinto partido Willis Reed sufrió una seria lesión de rodilla. Los Knicks ganaron ese encuentro, pero en el siguiente fueron destrozados por el juego ofensivo de Wilt Chamberlain, y todo parecía indicar que jugarían el séptimo y definitivo partido sin su pívot titular. Sin embargo, Reed, cojeando, le ganó el salto inicial a Chamberlain y anotó los cuatro primeros puntos de su equipo, llevando a su equipo a uno de los partidos de playoffs de desempate más famosos de todos los tiempos. Aunque Reed solo pudo jugar una pequeña parte del partido, y cuando lo hizo realmente le costaba moverse, Chamberlain anotó solamente 21 puntos (cuando esa temporada su promedio era de 27,3) en 16 tiros, muchos para un séptimo partido de unas Finales. Además, en la línea de tiros libres firmó un triste 1/11, quizás su peor partido jamás visto en esta faceta.
En 1971 los Lakers realizaron un notable movimiento firmando al antiguo jugador de los Celtics Bill Sharman como entrenador. Sharman explotó todas las cualidades defensivas de Chamberlain. Este experimento resultó ser muy exitoso, siendo Wilt elegido en el mejor quinteto defensivo de la temporada por primera vez en su carrera, y con los Lakers batiendo su récord de victorias, 69, incluyendo la mítica racha de 33 victorias consecutivas, la más larga en la historia del deporte americano profesional. Chamberlain, poco impresionado, ironizó: «Yo jugué con los Harlem Globetrotters y ganamos 445 partidos seguidos».
Chamberlain y West ganarían su primer y único título con los Lakers en 1972, en la primera temporada sin Baylor. Este equipo también incluía a los aleros Jim McMillian, un anotador, y al especialista reboteador y defensivo Happy Hairston. En las series ante los Knicks, Wilt promedió 19,2 puntos por partido, siendo elegido MVP de las Finales, principalmente por su increíble aportación en el rebote. En el partido final anotó 23 puntos y recogió 29 rebotes, a pesar de tener dañada la muñeca derecha. Durante la serie promedió 23,2 rebotes por encuentro, a la edad de 36.
Al año siguiente, la que sería su última temporada como jugador profesional con 37 años, Chamberlain todavía lideraba la liga en rebotes con un promedio de 18,6, mientras firmaba un récord NBA gracias a su 72,7 % en tiros de campo.
Miro hacia atrás y veo que mis primeros siete años comparados con mis siete últimos son una broma en términos de anotación. Paré de lanzar porque los entrenadores me pidieron hacerlo y lo hice. A veces me pregunto si eso fue un error. Wilt Chamberlain en Philadelphia Daily News.

#### San Diego Conquistadors
En 1973, San Diego Conquistadors de la ABA, una liga que había sido fundada para competir con la NBA, ofreció a Chamberlain un contrato de 600 000 dólares para ser entrenador-jugador y este aceptó. Los Conquistadors rápidamente difundieron fotos publicitarias de Chamberlain con el uniforme oficial del equipo y un balón de la ABA. Sin embargo, Wilt todavía debía a los Lakers el año de opción sobre su contrato, y lo denunciaron, argumentando que Chamberlain tenía prohibido jugar con otro equipo, aunque sea de una liga diferente. El caso fue arbitrado en favor de los Lakers, y Chamberlain nunca llegó a disputar un partido en la ABA. Sin embargo, Chamberlain entrenó a San Diego aquel año.

## Estadísticas de su carrera en la NBA
|  | Líder de la liga                                 |
|  | Denota temporada en la que fue Campeón de la NBA |
|  | Récord NBA                                       |

### Temporada regular
| Año     | Equipo        | PJ   | MPP  | %TC  | %TL  | RPP  | APP | PPP  |
| ------- | ------------- | ---- | ---- | ---- | ---- | ---- | --- | ---- |
| 1959–60 | Philadelphia  | 72   | 46.4 | .461 | .582 | 27.0 | 2.3 | 37.6 |
| 1960–61 | Philadelphia  | 79   | 47.8 | .509 | .504 | 27.2 | 1.9 | 38.4 |
| 1961–62 | Philadelphia  | 80   | 48.5 | .506 | .613 | 25.7 | 2.4 | 50.4 |
| 1962–63 | San Francisco | 80   | 47.6 | .528 | .593 | 24.3 | 3.4 | 44.8 |
| 1963–64 | San Francisco | 80   | 46.1 | .524 | .531 | 22.3 | 5.0 | 36.9 |
| 1964–65 | San Francisco | 38   | 45.9 | .499 | .416 | 23.5 | 3.1 | 38.9 |
| 1964–65 | Philadelphia  | 35   | 44.5 | .528 | .526 | 22.3 | 3.8 | 30.1 |
| 1965–66 | Philadelphia  | 79   | 47.3 | .540 | .513 | 24.6 | 5.2 | 33.5 |
| 1966–67 | Philadelphia  | 81   | 45.5 | .683 | .441 | 24.2 | 7.8 | 24.1 |
| 1967–68 | Philadelphia  | 82   | 46.8 | .595 | .380 | 23.8 | 8.6 | 24.3 |
| 1968–69 | Los Ángeles   | 81   | 45.3 | .583 | .446 | 21.1 | 4.5 | 20.5 |
| 1969–70 | Los Ángeles   | 12   | 42.1 | .568 | .446 | 18.4 | 4.1 | 27.3 |
| 1970–71 | Los Ángeles   | 82   | 44.3 | .545 | .538 | 18.2 | 4.3 | 20.7 |
| 1971–72 | Los Ángeles   | 82   | 42.3 | .649 | .422 | 19.2 | 4.0 | 14.8 |
| 1972–73 | Los Ángeles   | 82   | 43.2 | .727 | .510 | 18.6 | 4.5 | 13.2 |
| Total   | Total         | 1045 | 45.8 | .540 | .511 | 22.9 | 4.4 | 30.1 |

### Playoffs
| Año   | Equipo        | PJ  | MPP  | %TC  | %TL  | RPP  | APP | PPP  |
| ----- | ------------- | --- | ---- | ---- | ---- | ---- | --- | ---- |
| 1960  | Philadelphia  | 9   | 46.1 | .496 | .445 | 25.8 | 2.1 | 33.2 |
| 1961  | Philadelphia  | 3   | 48.0 | .489 | .553 | 23.0 | 2.0 | 37.0 |
| 1962  | Philadelphia  | 12  | 48.0 | .467 | .636 | 26.6 | 3.1 | 35.0 |
| 1964  | San Francisco | 12  | 46.5 | .543 | .475 | 25.2 | 3.3 | 34.7 |
| 1965  | Philadelphia  | 11  | 48.7 | .530 | .559 | 27.2 | 4.4 | 29.3 |
| 1966  | Philadelphia  | 5   | 48.0 | .509 | .412 | 30.2 | 3.0 | 28.0 |
| 1967  | Philadelphia  | 15  | 47.9 | .579 | .388 | 29.1 | 9.0 | 21.7 |
| 1968  | Philadelphia  | 13  | 48.5 | .534 | .380 | 24.7 | 6.5 | 23.7 |
| 1969  | Los Ángeles   | 18  | 46.2 | .545 | .392 | 24.7 | 2.6 | 13.9 |
| 1970  | Los Ángeles   | 18  | 47.3 | .549 | .406 | 22.2 | 4.5 | 22.1 |
| 1971  | Los Ángeles   | 12  | 46.2 | .455 | .515 | 20.2 | 4.4 | 18.3 |
| 1972  | Los Ángeles   | 15  | 46.9 | .563 | .492 | 21.0 | 3.3 | 14.7 |
| 1973  | Los Ángeles   | 17  | 47.1 | .552 | .500 | 22.5 | 3.5 | 10.4 |
| Total | Total         | 160 | 47.2 | .522 | .465 | 24.5 | 4.2 | 22.5 |

## Post-NBA
Tras su periodo en los Conquistadors, terminó aburrido del trabajo de entrenador. Entró de manera triunfal en la industria del entretenimiento y se convirtió en hombre de negocios, abriendo además una popular discoteca en Harlem llamada Smalls Paradise. Chamberlain también patrocinó a sus equipos profesionales de voleibol y atletismo, apareciendo también en anuncios de Drexel Burnham, Le Tigre Clothing y Foot Locker, y en la película Conan el Destructor junto con Arnold Schwarzenegger en 1984. Publicó varios libros, entre los que destaca Who's Running the Asylum? Inside the Insane World of Sports Today (1997), en el que critica duramente a la NBA de la década de los 90 por mostrarse irrespetuosa con los jugadores del pasado.
Chamberlain meditó regresar a las pistas en la década de los 80 debido a su gran estado de forma pese a su edad. En la temporada 1980-81, Larry Brown admitió que Cleveland Cavaliers había hecho una oferta a Chamberlain, que por entonces tenía 45 años. Cinco años más tarde, New Jersey Nets lo intentó de nuevo pero Chamberlain volvió a declinar la oferta. Hasta su rápido empeoramiento de salud en 1999, Chamberlain siempre estuvo en un gran estado físico, llegando incluso a correr a menudo maratones.

## Legado
Con un repertorio ofensivo que consistía de mates, finger rolls (bandeja sutil con las yemas de los dedos) y un tiro fadeaway espectacular (girarse y saltar en dirección contraria a la canasta y su defensor), Wilt Chamberlain posee cerca de 100 récords de la NBA, incluido el de más puntos anotados en un partido: 100. A día de hoy es todavía el único jugador capaz de anotar más de 4000 puntos en una temporada (es difícil ver que alguien sobrepase incluso los 3000). También consiguió 55 rebotes en un partido, y promedió 27 esa temporada, batiendo el récord de promedio de rebotes en una temporada, y que a fecha de hoy aún se mantiene.
De 1959 a 1963 (5 temporadas), Chamberlain tuvo una carrera espectacular, consiguiendo 5 de los 7 mejores promedios anotadores de todos los tiempos (incluyendo los 3 primeros). En 1962 promedió 50,4 puntos por partido, y al año siguiente 44,8. Su rival más cercano en esta categoría fue Elgin Baylor, que 1962 registró el 4.º mejor promedio anotador de la historia, con 38,3.

### Récords y hazañas

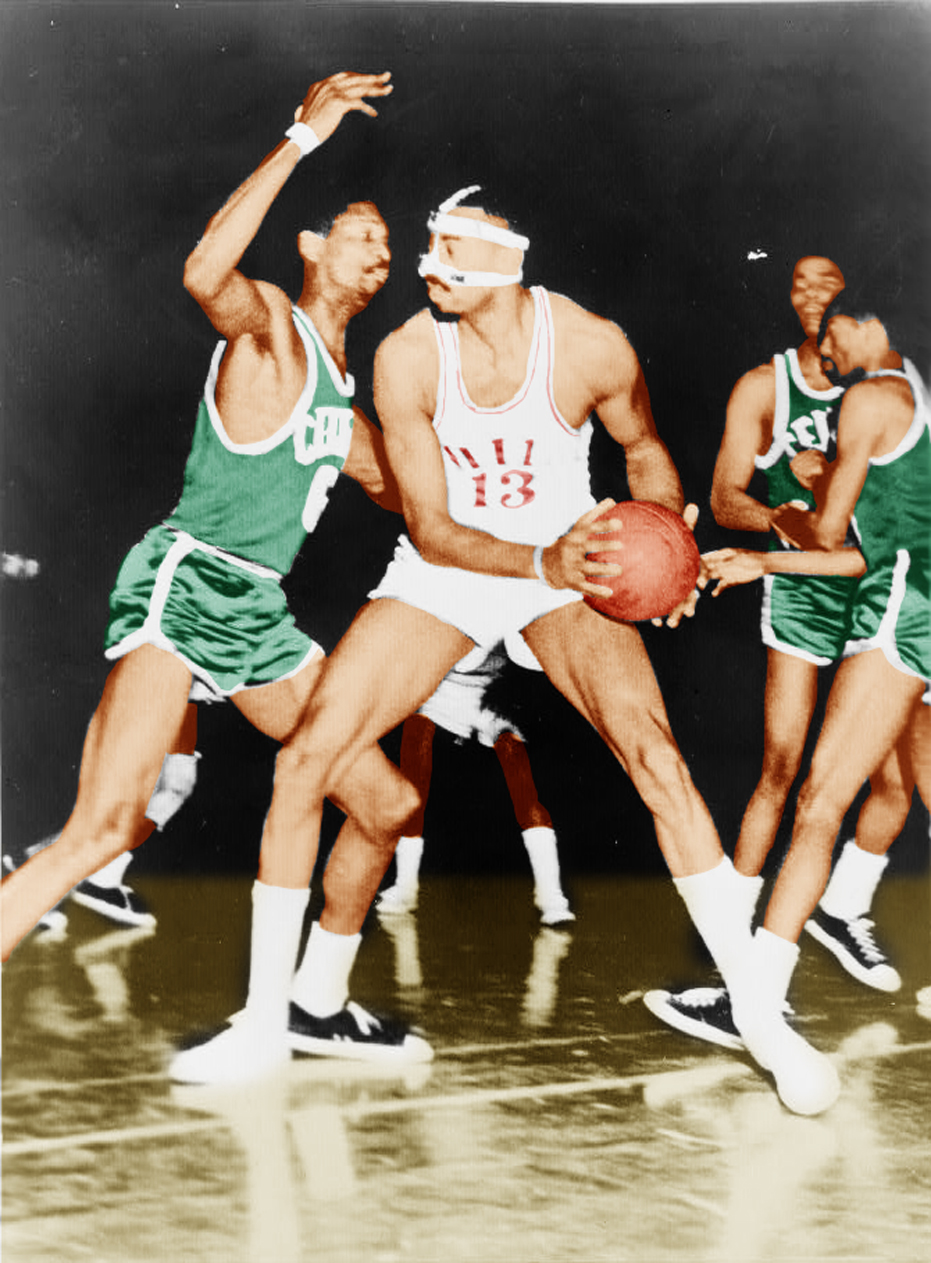
Chamberlain siendo defendido por Bill Russell.

- Wilt Chamberlain es el jugador que más récords tiene en la NBA, con 72.
- Chamberlain anotó 31 419 puntos en 1045 partidos profesionales. Esto fue el récord de la NBA en el momento de su retirada, en 1973, hasta que fue superado por Kareem Abdul-Jabbar, Karl Malone, Michael Jordan, Kobe Bryant y LeBron James. El promedio de anotación en su carrera es de 30,06 puntos por partido, segundo mejor de todos los tiempos, ligeramente por detrás de los 30,12 de Jordan.[22]
- El promedio de 50,4 puntos por partido en la temporada 1961-62 con Philadelphia Warriors, es un récord en la NBA. Los dos siguientes, 44,8 y 38,4, también pertenecen a él.
- Los 36 tiros y 28 tiros libres anotados en el partido de los 100 puntos son récords NBA (el de tiros libres compartido con Adrian Dantley), así como el de los 59 puntos conseguidos en la segunda mitad.
- Chamberlain anotó 60 o más puntos en 32 ocasiones, más que todos los otros jugadores combinados (26 veces). El jugador que más se le acerca es Kobe Bryant con 6.
- Chamberlain anotó 50 o más puntos en 118 ocasiones (45 veces en la temporada 1961-62). El jugador que más se le acerca es Michael Jordan con 31 en temporada regular y 8 en playoffs.
- Posee el récord de más partidos consecutivos por encima de los 40 puntos, con 14 en 1961. En 7 de esos encuentros anotó más de 50 puntos.
- Chamberlain cogió 23 924 rebotes en toda su carrera, más que todos en toda la historia. El promedio de rebotes en su carrera es de 22,9, otro récord más.
- Chamberlain es el único jugador que ha conseguido 2000 rebotes en una sola temporada: 2149 rebotes en la temporada 1960-61 (27,2 rpp) y 2052 en la 1961-62. Las increíbles estadísticas de esta última temporada fueron de 50,4 ppp y 25,6 rpp.
- Es el único pívot hasta la fecha, que ha liderado una vez la clasificación de más asistencias en una temporada (1968)
- Es el jugador que más rebotes ha cogido en un partido de temporada regular con 55, el 24 de noviembre de 1960 ante Boston Celtics. El pívot rival en ese encuentro era Bill Russell, que el partido anterior había puesto el récord en 51.
- También posee el récord de rebotes en un partido de playoffs con 41, el 5 de abril de 1967, de nuevo ante los Celtics.
- Es el jugador que más rebotes ha atrapado en la historia del All-Star Game, con 197.
- Lideró la liga en rebotes en 11 ocasiones, en porcentaje de tiros de campo en 9, y en anotación en 7.
- Fue el primer jugador en la historia en conseguir un doble-triple-doble (superar la veintena de puntos, rebotes y asistencias en un partido). En 1968 ante los Pistons, anotó 22 puntos, cogió 25 rebotes y repartió 21 asistencias. Esta hazaña ponía en demostración, una vez más, su versatilidad. Era el único hasta que Russell Westbrook lo hizo en 2019.
- Llegó a poseer el récord de más triples dobles consecutivos con 9, en 1968. Fue superado por Russell Westbrook en 2019.
- La resistencia y durabilidad de Chamberlain era uno de sus muchos puntos fuertes. En 1962 promedió 48,5 minutos por partido, lo que significaba que prácticamente jugó todos los minutos de la temporada así como las prórrogas. Estuvo en cancha 3882 minutos de 3890 posibles, con un promedio de seis segundos de descanso cada partido. Wilt jugó unos 46 minutos por partido en siete temporadas, y el promedio en toda su carrera es de 45,8. Además de jugar 14 temporadas como profesional (1959/1973)
- A pesar de que por su capacidad ofensiva era en ocasiones marcado por dobles o triples defensas, nunca fue expulsado por acumulación de faltas personales en sus 14 años en la liga (el límite de faltas en un partido son seis). En algún partido acumuló cinco faltas en el último cuarto, y al entrar en la prórroga no fue capaz de cometer una falta más que le hubiera costado la expulsión.
- Aunque no está probado, muchos comentaristas deportivos y especialistas de NBA aseguran que Chamberlain habría hecho muchos cuádruples-dobles en su carrera, e incluso pudo haber promediado un triple-doble en alguna campaña (en puntos, rebotes y tapones), pero ya que jugó en una era en la que los tapones y los robos no eran oficialmente registrados en las estadísticas, esto solo son especulaciones.
- En la temporada 1961-62, Chamberlain obtuvo tres récords NBA: más tiros libres intentados, más tiros libres anotados y más tiros libres fallados. El récord de más tiros libres anotados posteriormente sería superado por Jerry West y el de más tiros libres fallados por Andre Drummond.
- Aún posee un número de récords de porcentaje de tiros de campo que ningún otro jugador se le ha acercado. En febrero de 1967 anotó 35 tiros consecutivos, incluyendo un 18 de 18 el día 24 de dicho mes ante Baltimore. Su porcentaje de 72,7 en la temporada 1972-73 es el mejor de toda la historia, seguido por otro suyo, de 68,3 en la 1966-67.
- Aunque si bien era un dominante reboteador, en la temporada 1971-72 su compañero en los Lakers Happy Hairston atrapó 1045 mientras que Chamberlain 1572. Este hecho fue la única vez en la historia de la NBA en la que dos compañeros de equipo cogen más de 1000 rebotes en una temporada.
- Además de sus estadísticas oficiales, se contabilizaron sus tapones en 112 partidos promediando 8,8.[23]

#### Camisetas retiradas
El impacto de Chamberlain en el juego queda reflejado en el hecho de que su camiseta número 13 ha sido retirada por cinco equipos diferentes:
- Golden State Warriors
- Harlem Globetrotters
- Los Angeles Lakers
- Philadelphia 76ers
- Universidad de Kansas (baloncesto)

| Totales - Carrera      | Promedio por partido | Totales - Playoffs    | Totales- All-Star    |
| ---------------------- | -------------------- | --------------------- | -------------------- |
| Partidos jugados: 1045 |                      | Partidos jugados: 160 | Partidos jugados: 15 |
| Puntos: 31 419         | Puntos: 30,1         | Puntos: 3607          | Puntos: 191          |
| Rebotes: 23 924        | Rebotes: 22,9        | Rebotes: 3.913        | Rebotes: 197         |
| Asistencias: 4643      | Asistencias: 4,4     | Asistencias: 673      | Asistencias: 36      |

## Logros y reconocimientos
- Incluido en el Basketball Hall of Fame (1978)
- 2 Campeonatos de la NBA (1967 y 1972)
- 1 MVP de las Finales (1972)
- 4 MVP de la Temporada (1959-60, 1965-66, 1966-67, 1967-68)
- 7 veces elegido en el quinteto ideal de la temporada (1960, '61, '62, '64, '66, '67, '68)
- 3 veces elegido en el segundo quinteto ideal de la temporada ('63, '65, '72)
- 2 veces elegido en el quinteto defensivo de la temporada (1972, '73)
- Rookie del Año (1959-60)
- MVP del All-Star Game (1960)
- MVP de la Final Four de la NCAA (1957)
- Elegido como uno de los 50 mejores jugadores de la historia de la NBA en 1996.
- 7 veces Máximo Anotador de la NBA (1960/66)
- 11 veces Máximo Reboteador de la NBA (1960, 1961, 1962, 1963, 1966, 1967, 1968, 1969, 1971, 1972, 1973)
- 1 vez Máximo Asistente de la NBA (1968)
- 9 veces Mejor Porcentaje Tiros de Campo (1961, 1963, 1965, 1966, 1967, 1968, 1969, 1972, 1973)
- 13 veces All-Star (1960/1973)
- Elegido #2 en la lista de los 75 mejores jugadores de la historia por la revista SLAM
- Elegido #3 en la lista de los mejores atletas del siglo XX por ESPN
- Elegido en el Equipo del 75 aniversario de la NBA en 2021.

## Vida personal
Pero no solo en baloncesto tenía éxito, sino también en otros deportes. Participó con su equipo en pruebas universitarias de atletismo, sobrepasando los dos metros en salto de altura, corriendo los 440 en 49 segundos, los 880 en 1:58.3, y los 100 en 10.9. También participó en competiciones de voleibol (deporte en el que destacaba), automovilismo, flirteó con el boxeo para pelear contra Muhammad Ali y fue ofrecido a jugar con Kansas City Chiefs en 1966, equipo de fútbol americano. Tras su retirada fue actor, una celebridad y hombre de negocios. En 1984, tuvo un papel secundario en la película Conan el Destructor, de Arnold Schwarzenegger.
Mientras que Chamberlain vivía la buena vida con el baloncesto, cobraba una miseria comparado con los jugadores de la era moderna. Sin embargo se hizo multimillonario debido a varias inversiones lucrativas en bienes inmuebles de Los Ángeles.

### «20000 mujeres»
En su segunda autobiografía, A View from Above (1991), afirma haber tenido relaciones sexuales con unas 20 000 mujeres. Esto significaría que, en promedio, mantuvo relaciones sexuales con más de una mujer distinta, diariamente, desde los 15 años. Debido a esto, mucha gente duda de sus afirmaciones, aunque pocos se pregunten el hecho de su promiscuidad. Fue muy criticado y acusado de realizar estereotipos sobre los afroamericanos, y de su comportamiento irresponsable, especialmente debido a la crisis del sida, que avanzaba con fuerza en los 80, cuando se produjeron varios de sus encuentros con mujeres. Wilt se defendió diciendo que solamente estaba haciendo "algo natural", y que procuraba no acostarse con mujeres casadas.
Chamberlain fue toda su vida soltero, y que se sepa, no tuvo ningún hijo, a pesar de haber sido un auténtico mujeriego.

### Muerte
El 12 de octubre de 1999, Chamberlain moría de un ataque cardíaco mientras dormía en su casa de Bel-Air, California. Estaba bajo cuidado de cardiólogos y otros médicos debido a sus problemas de corazón en sus últimos años de vida. Tenía 63 años.